# Kajusz (kapłan)
Kajusz (II/III wiek) – kapłan wczesnochrześcijański, przeciwnik montanistów. Euzebiusz z Cezarei w dziele Historia kościelna twierdzi, że Kajusz jest autorem dialogu pt. Przeciwko Prokulowi, zwolennikowi Montana. Dzieło to zachowało się we fragmentach.